# Гусман, Виктор
Викто́р Альфо́нсо Гусма́н Гусма́н (исп. Víctor Alfonso Guzmán Guzmán; род. 3 февраля 1995, Гвадалахара, Мексика) — мексиканский футболист, полузащитник клуба «Пачука» и сборной Мексики. Участник Олимпийских игр 2016 года в Рио-де-Жанейро.

## Клубная карьера
Гусман — воспитанник клуба «Гвадалахара». В 2015 году для получения игровой практики он на правах аренды перешёл в «Пачуку». 29 июля в матче Кубка Мексики против «Атланте» Виктор дебютировал за новую команду. 12 августа в поединке против «Монтерея» он дебютировал в мексиканской Примере. В 2016 году в матче против столичной «Америки» Гусман забил свой первый гол за «Пачуку». Летом того же года клуб выкупил трансфер игрока у «Гвадалахары». В 2017 году Виктор помог «Пачуке» выиграть Лигу чемпионов КОНКАКАФ.

## Международная карьера
В 2015 году Гусман был включён в заявку молодёжной сборной Мексики на участие в Молодёжном кубке КОНКАКАФ на Ямайке. На турнире он сыграл в матчах против молодёжных команд Кубы, Канады, Гондураса, Гаити и Панамы. В поединке против гондурасцев Виктор забил гол.
Летом того же года Гусман принял участие в молодёжном чемпионате мира в Новой Зеландии. На турнире он сыграл в матчах против Уругвая, Сербии и Мали.
Летом 2016 года Виктор в составе олимпийской сборной Мексики принял участие в Олимпийских играх в в Рио-де-Жанейро. На турнире он сыграл в матче против команды Германии.
8 сентября 2018 года в товарищеском матче против сборной Уругвая Гусман дебютировал за сборную Мексики, заменив во втором тайме Эрика Гутьерреса. 11 октября поединке против сборной Коста-Рики он забил свой первый гол за национальную команду.

### Голы за сборную Мексики
| #  | Дата            | Место                                            | Противник  | Счёт | Результат | Соревнование      |
| -- | --------------- | ------------------------------------------------ | ---------- | ---- | --------- | ----------------- |
| 1. | 11 октября 2018 | Университарио, Сан-Николас-де-лос-Гарса, Мексика | Коста-Рика | 2:2  | 3:2       | Товарищеский матч |

## Достижения
Командные
 «Пачука»
- Победитель Лиги чемпионов КОНКАКАФ — 2016/2017

Международные
 Мексика (до 20)
- Молодёжный кубок КОНКАКАФ — 2015